# Corimbion
Corimbion is een kevergeslacht uit de familie van de boktorren (Cerambycidae). De wetenschappelijke naam van het geslacht werd voor het eerst geldig gepubliceerd in 1970 door Martins.

## Soorten
Corimbion omvat de volgende soorten:
- Corimbion balteum Martins, 1970
- Corimbion caliginosum Martins, 1970
- Corimbion martinsi Giesbert, 1998
- Corimbion nigroapicatum Martins, 1970
- Corimbion supremum Martins, 1970
- Corimbion terminatum Martins, 1970
- Corimbion vulgare Martins, 1970